# Lijst van kraters op Venus
Deze lijst van kraters op Venus is een opsomming van de inslagkraters op Venus die van de IAU een eigennaam hebben gekregen. Omdat de planeet zelf is vernoemd naar de Romeinse godin van de liefde zijn de kraters opgedragen aan invloedrijke dames uit de wereldgeschiedenis of meisjesnamen uit dode en levende talen. De eerste namen werden vergeven in 1985.

De tabel kan worden gesorteerd (met Javascript en wat geduld) op naam, breedtegraad, lengtegraad en diameter, die is opgegeven in kilometers, naamgever en het jaar van acceptatie door de IAU. Bij de laatste telling waren er 879 kraters.